# Gieorgij Komarow (1905–1973)
Gieorgij Osipowicz Komarow (ros. Георгий Осипович Комаров, ur. 28 lutego?/13 marca 1905 we wsi Płatcowka w guberni saratowskiej (obecnie w obwodzie saratowskim), zm. 20 września 1973 w Moskwie) – radziecki lotnik wojskowy, generał major lotnictwa, Bohater Związku Radzieckiego (1945).

## Życiorys
Do 1916 skończył 5 klas szkoły wiejskiej, a w 1920 kursy telegraficzne, od 1923 mieszkał w Twerze, gdzie pracował w fabryce. 
Od września 1926 służył w Armii Czerwonej, w 1930 ukończył twerską szkołę artylerii i został dowódcą plutonu w Północnokaukaskim Okręgu Wojskowym, we wrześniu 1932 skończył kursy wojskowe w Moskwie i został dowódcą szwadronu w Białoruskim Okręgu Wojskowym, a w 1934 wojskową lotniczą szkołę pilotów w Borisoglebsku. Był dowódcą klucza lotnictwa szturmowego w Syberyjskim Okręgu Wojskowym, w 1939 ukończył Akademię Wojskową im. Frunzego i został inspektorem grupy kontroli przy ludowym komisarzu obrony ZSRR, w październiku 1940 został zastępcą dowódcy pułku bombowców w Orłowskim Okręgu Wojskowym. Od czerwca 1941 uczestniczył w wojnie z Niemcami jako zastępca dowódcy pułku bombowców, od września 1941 do sierpnia 1942 dowodził 431 pułkiem lotnictwa szturmowego, walczył na Froncie Briańskim i Południowo-Zachodnim, brał udział w operacji charkowskiej. W sierpniu 1942 został zastępcą dowódcy, a w październiku 1942 dowódcą 228 Dywizji Lotnictwa Szturmowego (w 1944 otrzymał stopień generała majora lotnictwa), walczył na Froncie Dońskim, Stalingradzkim, Centralnym, Białoruskim i 1 Białoruskim, uczestniczył w bitwie pod Stalingradem i Kurskiem, operacji orłowskiej, czernihowsko-pryłuckiej, homelsko-rzeczyckiej, rohaczowsko-żłobińskiej, białoruskiej, warszawsko-poznańskiej i berlińskiej, wykonał 22 loty bojowe. 
Po wojnie dowodził korpusem lotnictwa szturmowego w Grupie Wojsk Radzieckich w Niemczech, po powrocie do ZSRR został zastępcą szefa, a 1947–1952 był szefem 71 Poligonu Sił Powietrznych w rejonie lenińskim na Krymie, w grudniu 1953 ukończył Wyższe Kursy Akademickie przy Wyższej Akademii Wojskowej i został zastępcą dowódcy Sił Powietrznych Nadwołżańskiego Okręgu Wojskowego. W lutym 1955 został starszym wykładowcą taktyki i sztuki operacyjnej w Wojskowej Dowódczej Akademii Łączności, 1955-1956 kierował katedrą wojskową Leningradzkiej Akademii Leśno-Technicznej, 1956-1959 kierował katedrą taktyki i historii sztuki wojennej Leningradzkiej Wojskowo-Powietrznej Akademii Inżynieryjnej, w marcu 1959 został zwolniony do rezerwy.

## Odznaczenia i nagrody
- Złota Gwiazda Bohatera Związku Radzieckiego (29 maja 1945)
- Order Lenina (czterokrotnie – 29 maja 1945, 29 października 1949, 8 grudnia 1951 i 19 listopada 1951)
- Order Czerwonego Sztandaru (czterokrotnie – 10 grudnia 1941, 17 czerwca 1942, 8 marca 1945 i 6 listopada 1945)
- Order Suworowa II klasy (23 lipca 1944)
- Order Kutuzowa II klasy (8 kwietnia 1944)
- Order Aleksandra Newskiego (28 lipca 1943)
- Order Wojny Ojczyźnianej I klasy (3 lutego 1943)
- Nagroda Stalinowska II stopnia (1953; za udział w próbach broni atomowej)
- Order Czerwonej Gwiazdy (3 listopada 1944)
- Order Krzyża Grunwaldu III klasy (Polska Ludowa, 24 kwietnia 1946)

I medale.